# Purvis Young

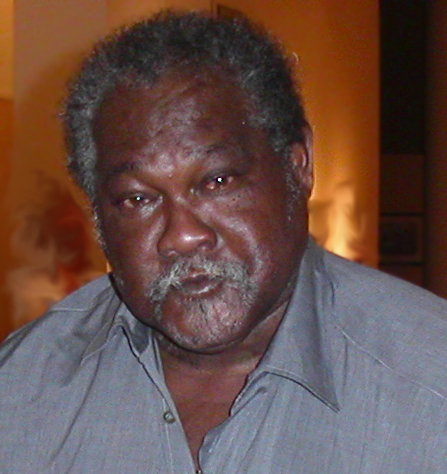
Purvis Young, 2006

Purvis Young (* 4. Februar 1943 in Liberty City, Miami, Florida; † 20. April 2010 ebenda) war ein US-amerikanischer Künstler bahamaischer Abstammung. Er war bekannt für seine expressiven Gemälde, die das Leben und die Herausforderungen der afroamerikanischen Gemeinschaft in Miami thematisierten.

## Leben
Purvis Young wuchs in Miamis Stadtteil Liberty City auf. Schon als Kind interessierte er sich für das Zeichnen, verlor aber später das Interesse daran. Als Jugendlicher verbrachte er von 1961 bis 1964 drei Jahre wegen Einbruchs im Raiford State Penitentiary. Während dieser Zeit entdeckte er seine Leidenschaft für die Kunst wieder und studierte Kunstbücher in der Gefängnisbibliothek. Nach seiner Entlassung fertigte er Tausende kleiner Zeichnungen an und ließ sich in Overtown, Miami, nieder.
Anfang der 1970er Jahre begann Purvis Young, inspiriert von den Wandmalerei-Bewegungen in Chicago und Detroit, seine Bilder auf gefundenen Materialien wie Sperrholz und Blech zu malen. Diese Werke brachte er an den Wänden verlassener Gebäude in der Goodbread Alley in Overtown an und schuf so eine Art Freiluftgalerie. Diese Installationen zogen die Aufmerksamkeit von Kunstsammlern und Touristen auf sich. Bernard Davis, Besitzer des Miami Museum of Modern Art, wurde auf Purvis Young aufmerksam und unterstützte ihn mit Malmaterial.
Purvis Young blieb zeitlebens in Miami und setzte sich in seinen Werken mit Themen wie Krieg, Armut und sozialer Ungerechtigkeit auseinander. Er starb am 20. April 2010 in Miami.  

## Werk

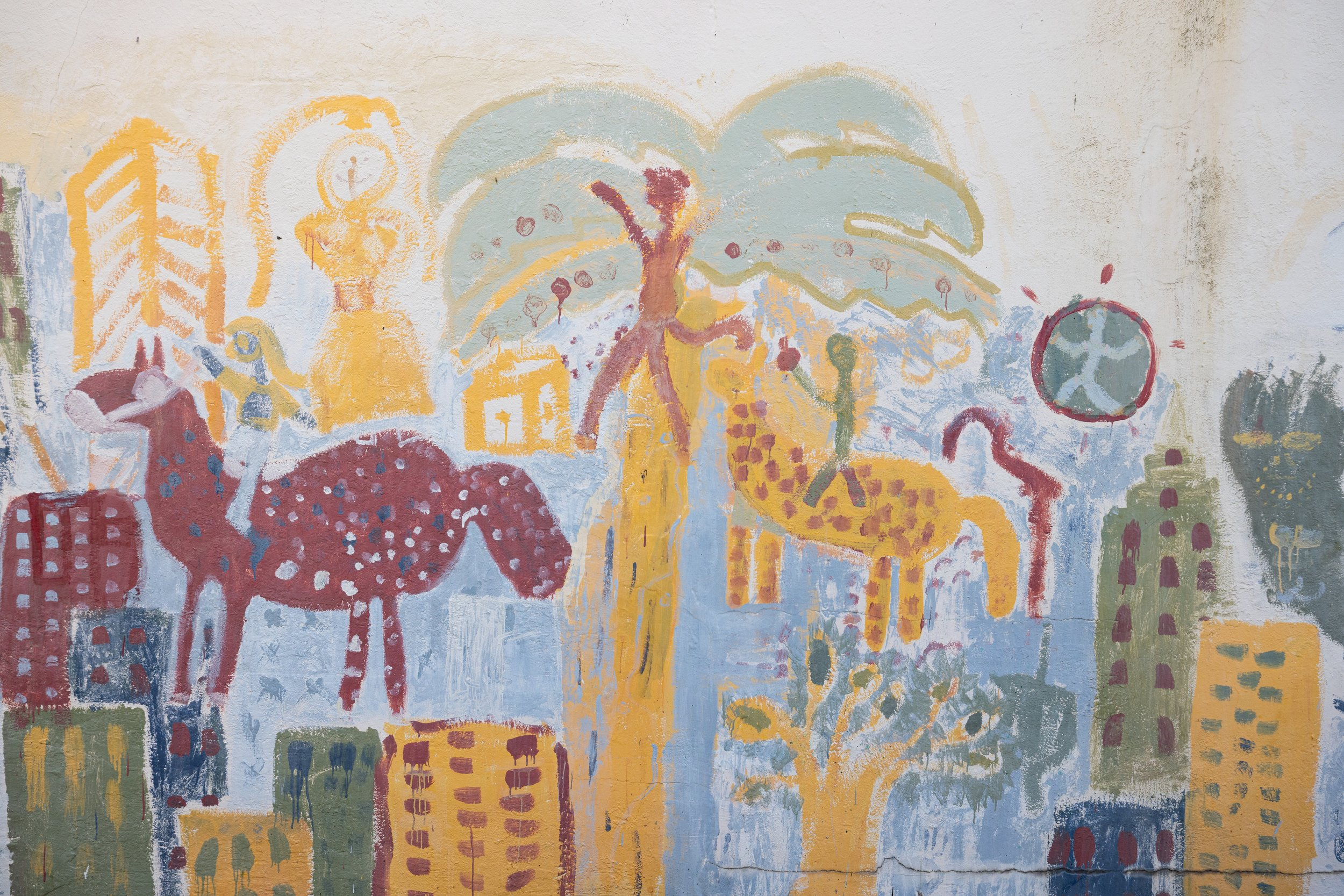
Purvis Young Wandbild im Bakehouse Art Complex, 2022

Purvis Young war ein autodidaktischer Künstler, dessen Werke oft eine Mischung aus Malerei und Zeichnung mit Collagen aus gefundenen Materialien darstellen. Seine Werke spiegeln das tägliche Leben und die Kämpfe der afroamerikanischen Gemeinschaft wider und enthalten wiederkehrende Motive wie Engel, Boote, Gefangene und Menschenmengen. Young ließ sich von historischen Ereignissen, religiösen Themen und Folklore inspirieren und entwickelte einen einzigartigen, expressiven Stil.  
Seine Werke wurden in zahlreichen Museen und Galerien ausgestellt, darunter das American Folk Art Museum in New York, die Corcoran Gallery of Art in Washington D.C. und das High Museum of Art in Atlanta. 2018 wurde Purvis Young posthum in die Florida Artists Hall of Fame aufgenommen.  
Das Gemälde auf dem Cover von David Byrnes Album „American Utopia“ (2018) stammt von Purvis Young.